# Электровакуумный диод
Электровакуумный диод — вакуумная двухэлектродная электронная лампа. Катод диода нагревается до температур, при которых возникает термоэлектронная эмиссия. При подаче на анод отрицательного относительно катода напряжения все эмитированные катодом электроны возвращаются на катод, при подаче на анод положительного напряжения часть эмитированных электронов устремляется к аноду, формируя его ток. Таким образом, диод выпрямляет приложенное к нему напряжение. Это свойство диода используется для выпрямления переменного тока и детектирования сигналов высокой частоты. Практический частотный диапазон традиционного вакуумного диода ограничен частотами до 500 МГц. Дисковые диоды, интегрированные в волноводы, способны детектировать частоты до 10 ГГц.

## История
Развитие диодов началось в третьей четверти XIX века. В 1873 году британский учёный Ф. Гутри обнаружил, что отрицательно заряженный шар электроскопа при его сильном нагреве постепенно теряет электрический заряд, но если его зарядить положительно, то заряд не теряется. Объяснить это явления в то время не могли. Позже выяснилось, что это явление вызвано термоэлектронной эмиссией. Явление термоэлектронной эмиссии была заново открыто 13 февраля 1880 года Томасом Эдисоном в его опытах по продлению срока службы накаливаемой нити в лампах накаливания. В 1883 году он его запатентовал (патент США № 307031), но затем Эдисон его не изучал.
Впервые диод с термоэлектронной эмиссией был запатентован в Британии Джоном Амброзом Флемингом (научным советником компании Маркони и бывшим сотрудником Эдисона) 16 ноября 1904 года (патент США № 803684 от ноября 1905 года).

## Устройство
Электровакуумный диод представляет собой сосуд (баллон), в котором создан высокий вакуум. В баллоне размещены два электрода — катод и анод.
Существуют два типа катодов — катоды прямого накала и катоды косвенного накала. Катод прямого накала представляет собой прямую или W-образную металлическую проволоку, разогреваемую током накала. Катод косвенного накала — длинный цилиндр или короб, внутри которых уложена электрически изолированная спираль подогревателя. Как правило, катод расположен внутри цилиндрического или коробчатого анода, который в мощных диодах может иметь рёбра или «крылышки» для отвода тепла. Выводы катода, анода и подогревателя (в лампах косвенного накала) соединены с внешними выводами (ножками лампы).

## Принцип работы
При разогреве катода электроны начнут покидать его поверхность за счёт термоэлектронной эмиссии. По мере того как электроны покидают поверхность катода и накапливаются в его атмосфере, возникает область отрицательного заряда. При этом в такой же пропорции поверхность начинает заряжаться положительно. В итоге каждому следующему электрону для отрыва из атома потребуется больше энергии, а сами электроны будут удерживаться положительно заряженной поверхностью в некоторой ограниченной по объёму области над катодом. В результате вокруг катода образуется своего рода облако электронов. Часть электронов с наименьшими скоростями из облака падает обратно на катод. При заданной температуре катода облако стабилизируется: на катод падает столько же электронов, сколько из него вылетает.
Уже при нулевом напряжении анода относительно катода (например, при коротком замыкании анода на катод) в лампе течёт ток электронов из катода в анод: относительно быстрые электроны преодолевают потенциальный барьер пространственного заряда облака электронов и попадают на анод. Прекращение анодного тока наступает только тогда, когда на анод подано запирающее отрицательное напряжение относительно катода приблизительно  менее −1 В. При подаче на анод положительного напряжения в диоде возникает ускоряющее поле для электронов, ток анода возрастает. При достижении током анода значений, близких к предельному току эмиссии катода, рост тока замедляется, а затем практически не изменяется (насыщается).

## Вольт-амперная характеристика
Вольт-амперная характеристика (ВАХ) электровакуумного диода имеет 3 характерных участка:
1. Нелинейный участок. На начальном участке ВАХ ток медленно возрастает при увеличении напряжения на аноде, что объясняется противодействием полю анода объёмного отрицательного заряда электронного облака. По сравнению с током насыщения, анодный ток при {\displaystyle U_{a}=0} очень мал (и не показан на схеме). Его зависимость от напряжения растёт экспоненциально, что обуславливается разбросом начальных скоростей электронов. Для полного прекращения анодного тока необходимо приложить некоторое анодное напряжение меньше нуля, называемое запирающим.
2. Участок закона степени трёх вторых. Зависимость анодного тока от напряжения описывается законом степени трёх вторых: {\displaystyle j=g\cdot U_{a}^{3/2},} где g — постоянная, зависящая от конфигурации и размеров электродов (первеанс). В простейшей модели первеанс не зависит от состава и температуры катода, в действительности растёт с ростом температуры из-за неравномерного нагрева катода.
3. Участок насыщения. При дальнейшем увеличении напряжения на аноде рост тока замедляется, а затем полностью прекращается, так как все электроны, вылетающие из катода, достигают анода. Дальнейшее увеличение анодного тока при данной величине накала невозможно, поскольку для этого нужны дополнительные электроны, а их взять негде, так как вся эмиссия катода исчерпана. Установившейся анодный ток называется током насыщения. Этот участок описывается законом Ричардсона-Дешмана:

{\displaystyle j=AT^{2}\exp \left(-{e\varphi  \over kT}\right),}
где {\displaystyle A={4\pi mek^{2} \over h^{3}}=120{{\text{A}} \over {{\text{cm}}^{2}{\text{K}}^{2}}}} — универсальная термоэлектронная постоянная Зоммерфельда.
ВАХ анода зависит от напряжения накала — чем больше накал, тем больше крутизна ВАХ и тем больше ток насыщения. Чрезмерное увеличение напряжения накала приводит к уменьшению срока службы лампы.

## Основные параметры
К основным параметрам электровакуумного диода относятся:
- Крутизна ВАХ: {\displaystyle S={dI_{a} \over dU_{a}}} — изменение анодного тока в мА на 1 В изменения напряжения.
- Дифференциальное сопротивление: {\displaystyle R_{i}={1 \over S}}
- Ток насыщения.
- Запирающее напряжение — отрицательное напряжение на аноде относительно катода, необходимое для прекращения тока в диоде.
- Максимально допустимое обратное напряжение. При некотором напряжении, приложенном в обратном направлении, происходит пробой диода — проскакивает искра между катодом и анодом, что сопровождается резким возрастанием силы тока.
- Максимально допустимая рассеиваемая мощность.

Крутизна и внутреннее сопротивление являются функциями от анодного напряжения и температуры катода.
Если температура катода постоянна, то в пределах участка «трёх вторых» крутизна равна первой производной от функции «трёх-вторых».[уточнить]

## Маркировка приборов
Электровакуумные диоды маркируются по такому принципу, как и остальные лампы:
1. Первое число обозначает напряжение накала, округлённое до целого.
2. Второй символ обозначает тип электровакуумного прибора. Для диодов:
  - Д — одинарный диод.
  - Ц — кенотрон (выпрямительный диод)
  - X — двойной диод, то есть содержащий два диода в одном корпусе с общим накалом.
    - МХ — механотрон-двойной диод
    - МУХ — механотрон-двойной диод для измерения углов
3. Следующее число — это порядковый номер разработки прибора.
4. И последний символ — конструктивное выполнение прибора:
  - С — стеклянный баллон диаметром более 24 мм без цоколя либо с октальным (восьмиштырьковым) пластмассовым цоколем с ключом.
  - П — пальчиковые лампы (стеклянный баллон диаметром 19 или 22,5 мм с жёсткими штыревыми выводами без цоколя).
  - Б — миниатюрная серия с гибкими выводами и с диаметром корпуса менее 10 мм.
  - А — миниатюрная серия с гибкими выводами и с диаметром корпуса менее 6 мм.
  - К — серия ламп в керамическом корпусе.

Если четвёртый элемент отсутствует, то это говорит о присутствии металлического
корпуса!

## Сравнение с полупроводниковыми диодами
По сравнению с полупроводниковыми диодами в электровакуумных диодах отсутствует обратный ток, и они выдерживают большее напряжение. Стойки к ионизирующим излучениям. Однако они обладают гораздо большими размерами и меньшим КПД.